# Oceànides
En la mitologia grecoromana, les oceànides (en grec antic: Ὠκεανίδες; en singular, oceànida o oceànide, Ὠκεανίς) eren unes nimfes filles dels titans Ocèan i Tetis. Cadascuna d'elles estava associada a una font, un riu o un llac, i eren germanes dels déus dels rius (grec antic: Ποταμοί).

## Llista d'oceànides
En la seva Teogonia, Hesíode diu clarament que les oceànides són 3.000, però només anomena les 41 més antigues. Tot seguit, els noms donats per Hesíode:
| - Acaste - Admete - Àmfiro - Àsia, sovint confosa amb Clímene - Calipso - Cal·lírroe - Cerceida - Clímene, sovint confosa amb Àsia - Clícia - Criseida - Dione - Doris - Electra - Estix | - Eudora - Eurínome - Europa - Galaxaura - Hipo - Ianira - Iante - Idia - Melòbosis - Menesto - Metis - Ocírroe - Pito - Perseida | - Petrea - Pasítoa - Plexaura - Pluto - Polidora - Primno - Rodea - Telesto - Toa - Tique - Urània - Xante - Zeuxo |